# Гоголадзе, Давид Георгиевич
Давид Георгиевич Гоголадзе (груз. გოგოლაძე გიორგის ძე დავით; 24 сентября 1979 , Грузинская ССР, СССР) — российский и грузинский футболист, нападающий.

## Карьера
Свою футбольную карьеру начал в клубе «Горда» из Рустави. Затем выступал за ряд грузинских команд, а также за латвийский «Вентспилс» и молдавский «Зимбру». В 2002 году Гоголадзе переехал в Россию. Один сезон он провёл в клубе Второго дивизиона «Краснознаменск». В его составе форвард забил 14 голов (12 — в первенстве и два — в Кубке).
В 2004 году форвард вернулся в Грузию. Там он провёл три сезона в Высшей лиге. Гоголадзе играл за «Сиони», «Динамо» (Батуми) и «Спартак-Цхинвали».

## Достижения
- Серебряный призёр чемпионата Молдавии: 2000/01
- Бронзовый призёр чемпионата Латвии: 1998